# Dicranella flaccidula
Dicranella flaccidula är en bladmossart som beskrevs av Mitten 1868. Dicranella flaccidula ingår i släktet jordmossor, och familjen Dicranaceae. Inga underarter finns listade i Catalogue of Life.